# Insigne du personnel navigant pour opérateur radio et tireur
L'insigne du personnel navigant pour opérateurs radio et tireurs, (en allemand, Fliegerschützenabzeichen für Bordfunker und Bordschützen Alias Fliegerschützenabzeichen mit Blitzbündel), est une décoration militaire allemande du Troisième Reich. Elle fut créée le 19 janvier 1935 pour récompenser les opérateurs radio et tireurs de la Luftwaffe.

## Attribution
L'obtention de cet insigne était soumis aux conditions suivantes :
- Avoir accomplis les deux mois de formation d'opérateur radio ou tireur.
- Ou avoir effectué au moins cinq vols opérationnels.
- Ou avoir été blessé au moins une fois durant une mission.

L'insigne a cessé d'être accordé à la fin du régime nazi en Allemagne en 1945.

## Description
L'insigne est composé d'une couronne de feuille de laurier à gauche et de chêne à droite, une swastika orne la partie basse.
Sur cette dernière est riveté un aigle en vol et en position attaque, dépassant de la couronne, tenant entre ses serres deux éclairs.
Il existe aussi une version en tissu brodée.

## Port
L'insigne devait être porté sur la poche gauche de la veste (ou de la chemise) sous la croix de fer, si celle-ci est présente.

## Après-guerre
Conformément à la loi sur les titres, ordres et décorations du 26 juillet 1957, le port de l'Insigne du personnel navigant pour opérateur radio et tireur dans la version du Troisième Reich dans la République fédérale d'Allemagne a été autorisé, à condition que la Svastika (croix gammée) soit enlevée.